# Benjamin Nivet
Benjamin Nivet (ur. 2 stycznia 1977 w Auxerre) – francuski piłkarz grający na pozycji pomocnika.

## Kariera klubowa
Nivet karierę zaczynał w AJ Auxerre, gdzie w trzech sezonach rozegrał w pierwszym zespole 12 spotkań. Wypożyczono go następnie do drugoligowego LB Châteauroux, skąd po dwóch latach trafił do Troyes AC. Tam w sezonie 2005/06 znalazł się w dziesiątce najlepszych pomocników Ligue 1 według dziennika L’Équipe. W następnym sezonie Troyes spadło do drugiej ligi, a Nivet podpisał kontrakt z SM Caen.
| Sezon   | Klub           | Kraj    | Rozgrywki  | Mecze | Bramki | Rozgrywki Europy | Mecze | Bramki |
| ------- | -------------- | ------- | ---------- | ----- | ------ | ---------------- | ----- | ------ |
| 1997/98 | AJ Auxerre     | Francja | Division 1 | 7     | 0      | –                | –     | –      |
| 1998/99 | AJ Auxerre     | Francja | Division 1 | 6     | 0      | –                | –     | –      |
| 1999/00 | LB Châteauroux | Francja | Division 2 | 30    | 5      | –                | –     | –      |
| 2000/01 | LB Châteauroux | Francja | Division 2 | 33    | 4      | –                | –     | –      |
| 2001/02 | LB Châteauroux | Francja | Division 2 | 21    | 4      | –                | –     | –      |
| 2001/02 | Troyes AC      | Francja | Division 1 | 6     | 0      | –                | –     | –      |
| 2002/03 | Troyes AC      | Francja | Ligue 1    | 23    | 2      | Liga Europy UEFA | 5     | 0      |
| 2003/04 | Troyes AC      | Francja | Ligue 2    | 35    | 6      | –                | –     | –      |
| 2004/05 | Troyes AC      | Francja | Ligue 2    | 32    | 12     | –                | –     | –      |
| 2005/06 | Troyes AC      | Francja | Ligue 1    | 38    | 6      | –                | –     | –      |
| 2006/07 | Troyes AC      | Francja | Ligue 1    | 31    | 6      | –                | –     | –      |
| 2007/08 | SM Caen        | Francja | Ligue 1    | 35    | 2      | –                | –     | –      |
| 2008/09 | SM Caen        | Francja | Ligue 1    | 32    | 6      | –                | –     | –      |
| 2009/10 | SM Caen        | Francja | Ligue 2    | 36    | 6      | –                | –     | –      |
| 2010/11 | SM Caen        | Francja | Ligue 1    | 31    | 3      | –                | –     | –      |
| 2011/12 | SM Caen        | Francja | Ligue 1    | 33    | 7      | –                | –     | –      |
| 2012/13 | Troyes AC      | Francja | Ligue 1    | 36    | 9      | –                | –     | –      |

Stan na: 23 maja 2013.